# Municipio de Douglas (Nebraska)
El municipio de Douglas (en inglés: Douglas Township) es un municipio ubicado en el condado de Saunders en el estado estadounidense de Nebraska. En el año 2010 tenía una población de 194 habitantes y una densidad poblacional de 2,34 personas por km².

## Geografía
El municipio de Douglas se encuentra ubicado en las coordenadas 41°20′45″N 96°43′58″O / 41.34583, -96.73278. Según la Oficina del Censo de los Estados Unidos, el municipio tiene una superficie total de 82.91 km², de la cual 82,84 km² corresponden a tierra firme y (0,09 %) 0,07 km² es agua.

## Demografía
Según el censo de 2010, había 194 personas residiendo en el municipio de Douglas. La densidad de población era de 2,34 hab./km². De los 194 habitantes, el municipio de Douglas estaba compuesto por el 96,39 % blancos, el 0,52 % eran afroamericanos, el 0,52 % eran amerindios, el 1,03 % eran asiáticos y el 1,55 % eran de una mezcla de razas. Del total de la población el 1,03 % eran hispanos o latinos de cualquier raza.